# فرودگاه اینورنس
فرودگاه اینورنس (به انگلیسی: Inverness Airport) (به زبان بومی: Port-adhair Inbhir Nis) یک فرودگاه خصوصی مسافربری با کد یاتا INV است که یک باند فرود آسفالت دارد و طول باند آن ۱۸۸۷ متر است. این فرودگاه در شهر اینورنس کشور اسکاتلند قرار دارد و در ارتفاع ۹ متری از سطح دریا واقع شده‌است.

## شرکت‌های هواپیمایی و مقصدهای پروازی
The following airlines operate regular scheduled and charter services at Inverness Airport:
| شرکت‌های هواپیمایی                            | مقصدهای پروازی                                                                                    |
| -------------------------------------------- | ------------------------------------------------------------------------------------------------- |
| بریتیش ایرویز                                | هیترو لندن                                                                                        |
| ایزی‌جت                                       | بریستول، گاتویک، لوتن لندن                                                                        |
| ادلوایس ایر                                  | فصلی: زوریخ (آغاز از ۳ ژوئیه ۲۰۱۸)                                                                |
| فلای‌بی                                       | شهری جورج بست بلفاست، بیرمنگام فصلی: جرزی                                                         |
| فلای‌بی اجرا توسط بی‌ام‌آی رجیونال for Loganair | منچستر، دوبلین (پایان هردو در ۳۱ اوت ۲۰۱۷)                                                        |
| فلای‌بی اجرا توسط Loganair                    | بنبکولا، کرکوال, استورنووی، سومبرگ (all end ۳۱ اوت ۲۰۱۷) فصلی: فلسلند برگن (پایان در ۳۱ اوت ۲۰۱۷) |
| Helvetic Airways                             | فصلی: زوریخ                                                                                       |
| کاال‌ام اجرا توسط کی‌ال‌ام سیتی‌هاپر             | اسخیپول آمستردام                                                                                  |
| Loganair                                     | بنبکولا، کرکوال، استورنووی، سومبرگ (all begin ۱ سپتامبر ۲۰۱۷)                                     |
| Loganair اجرا توسط بی‌ام‌آی رجیونال            | دوبلین، منچستر (آغاز هردو از ۱ سپتامبر ۲۰۱۷)                                                      |
| Thomson Airways اجرا توسط ایر اروپا          | فصلی: پالما د مایورکا                                                                             |